# Doiwber Lewin
Doiwber Lewin (russisch Дойвбер Левин), geboren als Boris Michailowitsch Lewin (russisch Борис Михайлович Левин; * 11.jul. / 24. Oktober 1904greg. in Mahiljou, Russisches Kaiserreich; † 17. Dezember 1941 in Leningrad, Sowjetunion), war ein russischer Schriftsteller und gehörte der Künstlergruppe OBERIU an, wo er starken Einfluss auf Daniil Charms ausübte.

## Leben
Er entstammte einer chassidischen Familie aus dem überwiegend jüdisch-orthodox geprägten Ort Mahiljou im heutigen Belarus. Als Kind sprach er nur Jiddisch und die belarussische Sprache. Er brachte sich Russisch in den frühen 1920er Jahren selbst bei, als er 1921 nach Petrograd kam, um zu studieren. Er belegte Theaterwissenschaft des Instituts für Kunstgeschichte, was er 1928 abschloss.
Von 1926 bis 1928 war er Mitglied der literarischen Gruppe OBERIU, der auch Daniil Charms und Alexander Wwedenski angehörten. Lewin war der einzige „reine“ Romancier unter den Mitstreitern.
Das Akronym OBERIU lässt sich als „Union der wirklichen Kunst“ auflösen. Diese stand für einen erweiterten Poetikbegriff des russischen Futurismus, wobei vor allem die Ideen des Absurden und Abstrakten zentral und in der Nähe des Künstlers Kasimir Malewitsch einzuordnen waren.
Ab Ende der 1920er Jahre folgte Lewin dem Rat von Samuil Marschak und begann mit dem Schreiben für junge Leute. Seine erste Veröffentlichung als Boris Lewin verursachte ein Problem: Es gab schon einen bekannten Schriftsteller mit diesem Namen. Er benötigte ein Pseudonym und griff nach seinem eigenen jüdischen Rufnamen Doiwber. Alle wichtige Bücher Lewins und der Film Fedka erschienen nun unter Doiwber Lewin. Lewins Bücher wurden von Anatoli Kaplan, Solomon Judowin und Eduard Budogoskii, den besten jüdischen Grafikern seiner Zeit, illustriert.
In den 1930er Jahren begann Lewin Bücher für Kinder und Jugendliche („Flug des Herr Dumkopfa“) zu veröffentlichen. Das 1931 erschienene Buch „Zehn Wagen“ handelt von dem Leningrader jüdischen Waisenhaus und war eine Sammlung von Kurzgeschichten. In den meisten Geschichten verarbeitete Lewin jüdische Themen.
1936 schrieb er das Drehbuch zu dem Film „Fedka“, das einem kleinen Helden des Bürgerkriegs gewidmet ist. Später erschien Fedka auch als Roman (1939).
Lewin kämpfte im sowjetisch-finnischen Krieg von 1939/1940. Er wurde am 17. Dezember 1941 an der Leningrader Front getötet.
Während die Arbeiten von Sabolozki, Charms und Wwedenski weithin bekannte Klassiker des zwanzigsten Jahrhunderts für die russische Literatur sind, sind die Bücher von Lewin weitgehend in Vergessenheit geraten. Zum Teil liegt dies daran, dass sein Archiv während der Leningrader Blockade verbrannt ist. Während Charms’ Manuskripte seit den 1990er Jahren neu aufgelegt wurden, sind viele von Lewins unveröffentlichten Geschichten nicht erhalten geblieben. Lewins einzig erhaltenes Werk sind seine Kinderbücher. Diese waren vor dem Krieg sehr beliebt. Wegen ihrer jüdischen Thematik erwiesen sie sich als ungeeignet für eine Neuauflage in den Jahren nach dem Krieg; der stalinistische Zeitgeist war säkularisiert und stand im Zeichen der Verwirklichung des proletarischen Bewusstseins.

## Arbeiten

Ausgabe eines Kinderbuchs von 1930

- Flug Herr Dumkopfa. Ein Buch für Kinder 1930. (Protagonisten heißen auch im russischen Herr Dumkopfa, Herr Donner und Doktor Wunderkind)
- Zehn Wagen 1931
- Straße Schuster 1932
- Boden Staaten Slavich 1932
- Likhov 1934
- Fedka. Drehbuch 1936, als Roman 1939[6]
- Amur. Piece 1939